# Indicatif régional 941

Carte de l'État de la Floride avec les territoires de ses fuseaux horaires et de ses indicatifs régionaux.

L'indicatif régional 941 est l'un des multiples l'indicatifs téléphoniques régionaux de l'État de la Floride aux États-Unis. Il couvre un territoire situé sur la côte ouest de l'État.
La carte ci-contre indique le territoire couvert par l'indicatif 941.
L'indicatif régional 941 fait partie du plan de numérotation nord-américain.

## Comtés desservis par l'indicatif
- Manatee
- Sarasota
- Charlotte

## Historique
L'indicatif régional 941 a été créé par la scission de l'indicatif 813.